# Perdita koebelei
Perdita koebelei är en biart som beskrevs av Timberlake 1964. Perdita koebelei ingår i släktet Perdita och familjen grävbin. Inga underarter finns listade i Catalogue of Life.